# Porricondyla lobata
Porricondyla lobata är en tvåvingeart som först beskrevs av Jean-Jacques Kieffer 1913.  Porricondyla lobata ingår i släktet Porricondyla och familjen gallmyggor.
Artens utbredningsområde är Frankrike. Inga underarter finns listade i Catalogue of Life.